# Tomisławice (Łódź)
Pour l’article homonyme, voir Tomisławice (Grande-Pologne).
Tomisławice est une localité polonaise de la gmina de Warta, située dans le powiat de Sieradz en voïvodie de Łódź.